# 辺丁一
辺 丁一（ピョン・ジョンイル、英語: Jung-Il Byun、1968年11月16日 - ）は、韓国の元プロボクサー。ソウル出身。元WBC世界バンタム級王者。

## 来歴
1988年、韓国代表としてソウルオリンピックボクシングバンタム級に出場。2回戦でアレクサンダー・フリストフ（ブルガリア）と対戦し、1-4の判定負け。その判定を不服とし、セコンド陣が乱闘騒ぎを起こし、本人も1時間以上リング上に座り込んだ。会場に混乱が起き、当日予定されていたその後の試合が中止となった。
1990年2月18日、プロデビュー。
1993年3月28日、無敗のまま9戦目で世界初挑戦。WBC世界バンタム級王者ビクトル・ラバナレス（メキシコ）に挑み、12回判定勝ち。王座獲得に成功した。5月28日には初防衛に成功したものの、その初防衛戦で左拳を骨折。これにより、7月22日に予定されていた元王者辰吉丈一郎との対戦は中止となった（辰吉は同日、同級暫定王座決定戦としてラバナレスと対戦。12回判定勝ちで王座獲得）。11月25日に統一戦として改めて辰吉戦が組まれたが、今度は辰吉が左眼網膜剥離に罹ってしまい王座を返上。
1993年12月23日、2度目の防衛戦。辰吉の代役という形で対戦相手に名乗りを挙げた薬師寺保栄と対戦。フルラウンドの死闘の末、判定負けで王座陥落。同時にプロ初敗戦を喫する。なお、これが自身プロ初の国外（敵地）試合であった。
1994年7月31日、雪辱・王座返り咲きを懸け薬師寺と再戦するが、5度のダウンを奪われた末の11回TKO負け。この試合を最後に引退した。

## 戦績と獲得タイトル

### アマチュア（オリンピック）
- 戦績：1勝1敗

| 戦           | 日付      | 勝敗 | 時間 | 内容    | 対戦相手                       | 国籍       | 備考                 |
| ------------ | --------- | ---- | ---- | ------- | ------------------------------ | ---------- | -------------------- |
| 1            | 1988年9月 | 勝利 | 3R   | 判定5-0 | ジャン・マーク・アウグスティン | フランス   | ソウル・オリンピック |
| 2            | 1988年9   | 敗北 | 3R   | 判定1-4 | アレクサンダー・フリストフ     | ブルガリア | ソウル・オリンピック |
| テンプレート |           |      |      |         |                                |            |                      |

### プロ
- プロボクシング：12戦10勝（4KO）2敗

| 戦           | 日付           | 勝敗 | 時間 | 内容    | 対戦相手                     | 国籍         | 備考                            |
| ------------ | -------------- | ---- | ---- | ------- | ---------------------------- | ------------ | ------------------------------- |
| 1            | 1990年2月18日  | 勝利 | 8R   | 判定    | ノエル・コルネリオ           | フィリピン   | プロデビュー戦                  |
| 2            | 1990年11月18日 | 勝利 | 9R   | KO      | エディー・トーレス           | フィリピン   |                                 |
| 3            | 1991年3月10日  | 勝利 | 3R   | KO      | レイ・パレーノ               | フィリピン   |                                 |
| 4            | 1991年7月14日  | 勝利 | 10R  | 判定    | デビット・マーチャント       | ベネズエラ   |                                 |
| 5            | 1991年11月2日  | 勝利 | 10R  | 判定    | ウィリアム・ラモス           | プエルトリコ |                                 |
| 6            | 1992年2月4日   | 勝利 | 9R   | KO      | タルマン・ガルジム           | インドネシア |                                 |
| 7            | 1992年8月16日  | 勝利 | 10R  | 判定    | レイ・パショネス             | フィリピン   |                                 |
| 8            | 1993年1月10日  | 勝利 | 4R   | KO      | スクサワット・トーブンラート | タイ         |                                 |
| 9            | 1993年3月28日  | 勝利 | 12R  | 判定3-0 | ビクトル・ラバナレス         | メキシコ     | WBC世界バンタム級王座獲得       |
| 10           | 1993年5月28日  | 勝利 | 12R  | 判定3-0 | ホセフィノ･スアレス          | メキシコ     | WBC防衛1                        |
| 11           | 1993年12月23日 | 敗北 | 12R  | 判定1-2 | 薬師寺保栄                   | 日本         | WBC陥落                         |
| 12           | 1994年7月31日  | 敗北 | 11R  | TKO     | 薬師寺保栄                   | 日本         | WBC世界バンタム級タイトルマッチ |
| テンプレート |                |      |      |         |                              |              |                                 |

## 獲得タイトル
- WBC世界バンタム級王座（防衛1）